# Adrien Dubouays de la Bégassière
 (décembre 2023).
Si vous disposez d'ouvrages ou d'articles de référence ou si vous connaissez des sites web de qualité traitant du thème abordé ici, merci de compléter l'article en donnant les références utiles à sa vérifiabilité et en les liant à la section « Notes et références ».
Adrien-Victor-Marie Duboüays, marquis de la Bégassière (né le 2 mai 1838 à Verdun et mort le 14 janvier 1904) à Nancy) est un général de division français et gouverneur Militaire de Toul (vers 1899).

## Etats de service
(extrait)
- 1890 : colonel, chef d'escadron au 13e régiment d'artillerie et commandant de l'école de l'artillerie et du génie, à Versailles
- 1891-1893 : colonel, commandant le 25e régiment d'artillerie
- 1899 : général de division à Toul

## Biographie
Né à Verdun le 2 mai 1838, Adrien-Victor-Marie Dubouays de la Bégassière est admis à l'École polytechnique en 1858 puis il entre à l'École d'application de Metz. A sa sortie de l'École, il est classé comme lieutenant au 9e régiment d'artillerie monté, puis au régiment d'artillerie à cheval de la Garde impériale, où il sert jusqu'à sa nomination au grade de capitaine en 1868.
Aide de camp du général Soleille en 1869, le capitaine de la Bégassière prend part à la campagne de 1870 et assiste à la bataille de Rezonville. Il est fait chevalier de la Légion d'honneur devant Metz.
Après la guerre, il commande une batterie du 8e régiment d'artillerie. De 1872 à 1878, il est aide de camp du général de Berckheim.
Chef d'escadron au 13e régiment d'artillerie en 1878, il est attaché en 1882 à l'état-major du 4e corps d'armée.
En 1891, il est placé à la tête du 25e régiment d'artillerie et reçoit, en 1893, les étoiles de général de brigade.
Désigné pour commander l'artillerie de la place et des forts de Lyon, le général de la Bégassière ne conserve ce poste que peu de temps ; il retourne au 6e corps et prend peu après le commandement de l'artillerie du 20e corps.
Il est nommé gouverneur de la place de Toul en 1897 et promu général de division la même année.
En 1899, il est chargé de l'inspection générale de l'artillerie des 10e et 11e corps.
Peu de temps après, le général de la Bégassière, est placé à la tête de la division d'occupation de Tunisie.
En 1903, atteint par la limite d'âge, le général de la Bégassière passe au cadre de réserve etdécède le 14 janvier 1904) à Nancy.

## Généalogie
- Il est fils de Jules du Boüays de la Bégassière (1804-1890), conservateur des Eaux et Forêts et Maire de Plœuc-sur-Lié et de Marie-Louise(1812-1891), fille de Henri, baron de Benoist  ;
- Il épouse le 26 janvier 1874 Jacqueline Caignart (°1853), fille du baron et sénateur Félicien de Saulcy et de la baronne Billing, infirmière-Major , Présidente du comité de Dinan et de la société de secours aux blessés militaires, dont:
  - Antoine (1874-1919), Secrétaire à l'Ambassade de France  x 1882  Frédérique Kuhlmann ;
  - François (1875-1914), Capitaine mort pour la France,  x 1900 Marie-Eugénie-Hélène(1876-1958), fille de Ferdinand de Lesseps ;
  - Yvonne (°1876) x Charles Accarias de Sérionne ;
- Il élève Auguste Grandjean (1839-1924), Colonel de l'Artillerie

La famille du Bouays de la Bégassière d'ancienne extraction chevaleresque de Bretagne (Saint-Malo) parait à la réformation de 1669 avec 10 générations.

Ses armes sont de gueules, à la croix d'argent, cantonnées de quatre croissants de même. 

### Distinctions
- Légion d'honneur : chevalier (31/05/1871), officier (12/07/1890), commandeur (10/07/1899)

### Sources
- généalogie